# 永嘉之乱
永嘉之亂，又稱永嘉之禍，是發生在西晉永嘉五年（311年）的戰亂，當時中國北方的遊牧民族匈奴擊敗西晉京師洛陽的守軍，大肆搶掠殺戮，更俘擄晉懷帝等王公大臣，及後西晉於316年滅亡。據648年成書的《晉書》卷102〈載記第二  劉聰〉記載、此役約3萬餘人被殺，現代學者一般引用此數據。
值得一提的是，此役同時是中國歷史上首次有遊牧民族攻佔漢族政權的首都，並開啟了其後近270年的五胡十六国与南北朝的战乱分裂局面，直至隋朝再度統一中國為止。

## 背景
西晉惠帝时，惠帝愚弱無力掌控國家，諸王大臣為爭奪權力而发生八王之乱，多年來的戰爭造成嚴重破壞，亦動搖了西晉朝廷的統治基礎。永兴元年（304年），匈奴贵族刘渊乘時起兵于并州离石（今山西省吕梁市離石區），建国号為汉。當時的并州刺史东瀛公司馬騰討伐無功，漢國繼續對外擴張，并州大部分土地及司州的河東郡、平陽郡都落入前漢手中；另外一些在河北一帶地方起兵對抗晉朝的勢力如石勒、王彌等都附於前漢，並得前漢授予官爵，這些都令前漢成為一個嚴重威脅晉朝統治的軍事力量。
光熙元年（306年），以東海王司馬越為首的大軍迎惠帝自長安東歸洛陽，八王之亂終告結束，並由東海王越執掌朝廷。惠帝不久去世，司馬越在晉懷帝即位後繼續專權，并杀死“八王之乱”前七王中唯一在世的河間王司馬顒，但他未能集中力量討伐影響國內多處的反叛勢力，反因御史中丞諸葛玫及吏部郎周穆支持前太子清河王司馬覃即位而先後將三人殺害。隨後司馬越為自領兗州而與交好的征東大將軍苟晞反目，又因猜疑而誅殺了怀帝舅父王延及高韜等朝臣，大失眾望，亦令人心不安，晉懷帝亦不滿司馬越專權，於是聯結苟晞對抗他。司馬越面對此形勢，於是在永嘉四年（310年）以討伐石勒為由率領京師四萬軍隊及行臺出屯項縣，留部將何倫及李惲與東海王妃裴氏、世子司馬毗等留戍京師，遂令洛陽兵力薄弱，宮殿臺省都再無守衞，盜賊橫行，洛陽城中亦發生饑荒。鑑於洛陽的形勢，揚州刺史周馥及苟晞曾分別上議遷都壽春及倉垣，但都礙於司馬越集團的壓制而未能成事。

### 苦縣之敗
永嘉五年（311年），苟晞上奏司馬越的罪行，懷帝亦下詔討伐司馬越，不久司馬越在憂懼之中于项县去世。太尉王衍及襄阳王司马范率軍護送靈柩歸東海封國安葬。大軍雖然沒有發布司馬越的死訊，但石勒所率騎兵還是在四月追至苦縣宁平城，击败将军钱端，將這支晉朝中央軍隊及所俘行臺官員共十多萬人盡數殺害，晉廷遂再無力量抵抗外族政權。

## 經過
司馬越死後，原留京的何倫、李惲聞訊即率領東海王妃及世子等眾人出奔，但不久亦為石勒所滅。洛陽城中飢荒嚴重，發生了人食人的事件，大部分官員亦已經逃跑了，晉懷帝此才決意東奔倉垣，命司徒傅祗準備船隻，可是晉懷帝當時已無護衞可用，與數十個朝士一起走至銅駝街就遭到盜賊劫掠，被逼撤還宮中。
劉淵在位期間已經數度派兵南侵，其子劉聰於永嘉四年（310年）繼位後繼續這個行動。永嘉五年（311年）年刘聪又遣大將呼延晏率二萬七千兵攻洛阳，兵至河南縣沿途已經十二度擊敗晉軍，前後殲滅三萬餘人。呼延晏接著攻下洛陽平昌門，縱火焚燒東陽門及城內府寺，並等待劉曜、石勒及王彌的增援部隊前來。六月，呼延晏以外援未至，帶著俘虜和掠奪戰利品離去，並將停靠在洛水用作出奔的船隻焚毀。不久，王彌與劉曜先後攻至洛陽，王彌遂與呼延晏於六月丁酉日攻破宣陽門，直入南宮，攻進太極前殿，在皇宮中大肆搜掠。晉懷帝出華林園門，打算西出長安，但途中為漢國士兵所俘。公元648年成書的《晉書》卷102〈劉聰載記〉載「曜於是害諸王公及百官已下三萬餘人」，後世一般引用此數據說明留在洛陽的王公大臣和平民計有三萬多人被殺。宮中所藏被掠奪一空，晉朝宗廟被焚毀，皇陵遭到挖掘破壞。當時王彌勸劉曜上請遷都洛陽，但劉曜認為洛陽四面受敵不可防守，於是將洛陽皇宮焚毀，俘晉懷帝、皇后梁兰璧與六顆玉璽，連同一些晉臣回歸平陽。

## 結果
永嘉之乱后，西晉宗室几乎被杀殆尽，武帝一系仅其孙豫章王司马端、秦王司马邺得以逃脱。司马端去高平行台投靠苟晞，苟晞以司马端为皇太子。不久苟晞也被石勒所破，司马端被俘。司徒傅祗在河阴、司空荀藩在密县分别建立行台，幽州刺史王浚也另立太子，建立行台。司马邺是荀藩的外甥，投靠荀藩；荀藩为了避敌，将行台迁到许昌。后来司马邺入关进入长安称皇太子摄政，并在怀帝遇害后登基为晋愍帝，但316年汉国攻打长安迫使愍帝投降，西晋宣告滅亡。期间，王浚被杀，傅祗和荀藩也相继去世，并州刺史刘琨失守，西晋在北方的势力仅剩秦州刺史南阳王司马保、凉州刺史张寔和继任的幽州刺史段匹磾等，司马保、段匹磾很快也相继败亡；荀藩的弟弟荀组后来也守不住河南而逃到江东。
领有江东的琅琊王司马睿在士族王导等群臣的支持下於317年在建康即位建立了东晋。大量人口为避战乱从中原迁往长江中下游，史称“衣冠南渡”。这为东晋偏安一隅作了预备，大量的侨州侨郡的设立，深刻地影响了东晋的政治面貌，同时促进了长江中下游经济的发展，中国经济中心进一步迁往南方。

## 广州河南敦和乡客村晋墓出土的碑铭
|  | 永嘉中，天下灾，但江南，皆康平 |

|  | 永嘉世，九州空，余吴土，盛且丰 |

|  | 永嘉世，天下荒，余广州，平且康 |

## 延伸阅读
- 川本芳昭『中国の歴史05、中華の崩壊と拡大。魏晋南北朝』（講談社、2005年2月）
- 三崎良章『五胡十六国、中国史上の民族大移動』（東方書店、2002年2月）
- 山本英史『中国の歴史』（河出書房新社、2010年10月）
- 駒田信二ほか『新十八史略4』（河出書房新社、1997年7月）
- 陈寅恪《魏晋南北朝演讲录》